# Agelastes
Шумске морке (Agelastes) је мали род птица из породице бисерки које су распрострањене у влажним, суптропским шумама средишње и западне Африке. Састоји се од двије врсте:
- Белопрса морка -
- Црна морка -